# 日下部ほたる
日下部ほたる（くさかべ ほたる、1993年1月10日 - ）は、日本のモデル、グラビアアイドル、コスプレイヤー。神奈川県出身。

## 経歴
2015年デビュー。就職するまでのつなぎとして、キャンペーンガールを始めたことがデビューのきっかけ。
2022年7月、ミスヤングアニマル2022コンテストにおいてファイナル進出。同年8月、GMOアダムが主催する日本グラビアクイーンコンテストにエントリー。
2024年6月、初の紙媒体での写真集を発売。ヌード撮影にも挑んだ。
同年7月1日、仕事関係者からの長期によるハラスメントを受け、頭痛や難聴などの症状が現れ、適応障害と診断されたことをSNSで公表した。

## 人物
- 趣味は愛猫5匹と遊ぶこと・料理、特技は絵を描くこと[11]。
- キャッチフレーズは"グラビアコスプレ界の「何でもできる不思議な生き物」"[12]。
- 資格所持マニアでもあり、メンサ会員[13][14]、漢検1級、1級小型船舶操縦士、ガス溶接、フォークリフト、ピアノ、絵描き、蕎麦打ち、狩猟、乗馬、ダイビング、普通二輪MT、大型自動二輪MTなど、2025年現在45の資格を所持[12][15]。

## 作品

### イメージビデオ
※太字タイトルはBD版同時発売
- 蛍（2020年3月20日、マイロール）
- ほたる姫（2021年10月28日、NON STYLE）
- ほたるのひかり（2022年3月28日、NON STYLE）
- まるちぷれいやー（2023年1月27日、竹書房）[16]
- 火照る（2024年2月28日、スパイスビジュアル）[17]
- 肉感接写（2024年10月25日、竹書房）[18]
- ホタルノキセツ（2025年6月25日、スパイスビジュアル）[19]

### 写真集
- いいなり。（2024年6月5日、講談社、撮影：松田忠雄）ISBN 978-4065353677[20]
- 赤い糸（2025年3月19日、双葉社、撮影：塩原洋）ISBN 978-4575319613[21]

## 出演

### テレビ・Webテレビ
- またまた帰ってきた妄想マンデー（2021年、AbemaTV）
- 水着でキャブキャブ（2021年、アイドル専門チャンネルPigoo）
- あなたと温泉に行ったら…（2022年5月26日、27日、フジテレビONEほか）